# Sandhausen (Moräne)
Sandhausen (norwegisch für Sandschädel) ist eine Moräne in der Orvinfjella des ostantarktischen Königin-Maud-Lands. Sie liegt im nördlichen Teil des Conradgebirges.
Wissenschaftler des Norwegischen Polarinstituts benannten sie 1968.